# John Rock
Pour les articles homonymes, voir Rock.
John Rock, né le 24 mars 1890 et mort le 4 décembre 1984, est un obstétricien et gynécologue américain. 
Il est principalement connu pour le rôle majeur qu'il a joué dans le développement de la première pilule contraceptive. 

## Biographie
John Rock est né à Marlborough dans le Massachusetts. Il est diplômé de la faculté de médecine de l'université Harvard en 1918 et il fonde son propre cabinet médical quelques années plus tard. Avec sa femme ils auront cinq enfants.
Aux côtés de Miriam Menkin, Rock est un pionnier de la fécondation in vitro et de la congélation du sperme. Il a ainsi aidé ses patientes à tomber enceintes et est devenu un spécialiste de l'infertilité.
Au fur et à mesure que sa carrière progressait, Rock s'est fait connaître pour sa volonté de démocratiser la contraception (le contrôle des naissances était illégal au Massachusetts jusqu'à l'arrêt Griswold c. de la Cour suprême du Connecticut en 1965). Dans les années 1930, il fonde une clinique pour enseigner la méthode rythmique (méthode ce basant sur les cycles menstruels afin de déterminer les périodes à risque), la seule méthode contraceptive considérée comme morale par l'Église catholique déjà très influente à l'époque. En 1931, Rock fut le seul médecin catholique à signer une pétition pour légaliser la contraception. Dans les années 1940, il a enseigné à l'école de médecine de Harvard  et a inclus les méthodes contraceptives dans son programme d'études. Rock est également co-auteur d'un guide de contraception à l'intention du grand public, intitulé Voluntary Parenthood et publié en 1949.

### Développement de la pilule contraceptive
Entre 1951 et 1952, Margaret Sanger a trouvé des financements pour les recherches de Gregory Pincus sur la contraception hormonale. En 1952, John Rock a été recruté pour aider Pincus à étudier l'utilisation clinique de la progestérone pour prévenir l'ovulation. En 1955, l'équipe de John Rock a annoncé avoir réussi à utiliser des progestatifs pour prévenir l'ovulation.
« Enovid », le nom commercial de la première pilule, a été approuvé par la Food and Drug Administration (FDA) des États-Unis et mis sur le marché en 1957 comme régulateur menstruel. En 1960, Enovid a obtenu l'approbation de la FDA comme contraceptif, John Rock avait alors 70 ans,.

### Défenseur de la pilule
Au cours des huit années suivantes, Rock a milité pour que l'Église accepte la pilule. Il prônait la pilule contraceptive et préconisait un changement d'attitude de la part des catholiques dans ce domaine. Il a publié un livre, The Time Has Come : A Catholic Doctor's Proposals to End the Battle over Birth Control, et a par la suite été publié dans le Time Magazine et Newsweek. Cette bataille fut très médiatique, John Rock a par exemple accordé une entrevue d'une heure à la NBC.
En 1958, le pape Pie XII a déclaré que l'utilisation de la pilule pour traiter les troubles menstruels n'était pas contraire aux mœurs catholiques. Cette déclaration laissait croire que ce n'était qu'une question de temps avant que l'Église catholique n'approuve son utilisation comme contraceptif. Cependant, en 1968, l'encyclique papale Humanae Vitae exposa l'opposition définitive de l'Église catholique à la contraception hormonale et à tous les autres moyens artificiels de contraception. Rock, profondément déçu, quitte alors l'Église.

### Les essais cliniques
John Rock a prêté main-forte à Gregory Pincus lors des essais cliniques. En 1954, Rock a commencé ses premiers tests sur l'administration orale de progestérone synthétique sur 50 patientes infertiles de ses cliniques du Massachusetts. 
Rock pensait que cela permettrait de bloquer l’ovulation des patientes le temps du traitement afin d'obtenir un effet « rebond » permettant une ovulation et donc une grossesse. Les résultats de ces essais cliniques ont surtout servi officieusement à prouver le pouvoir contraceptif de la progestérone. en effet Pincus et Rock ont camouflé le véritable objectif de leurs essais cliniques car la contraception était un sujet tabou à l'époque.
Bien que ces femmes se soient portées volontaires pour participer à ces tests, un autre groupe de patientes a reçu ce médicament expérimental sans leur consentement direct. L'équipe de John Rock a également testé le contraceptif oral sur 12 femmes et 16 hommes atteint de troubles psychiatriques au Worcester State Hospital. Le but de l'étude était de tester les effets à long terme du médicament sur l'appareil reproducteur.
Bien que Pincus ait reçu la permission de la famille des patients et que les essais aient été conformes aux normes médicales de l'époque, les essais seraient considérés actuellement comme contraires aux normes d'éthique.